# 風食礫

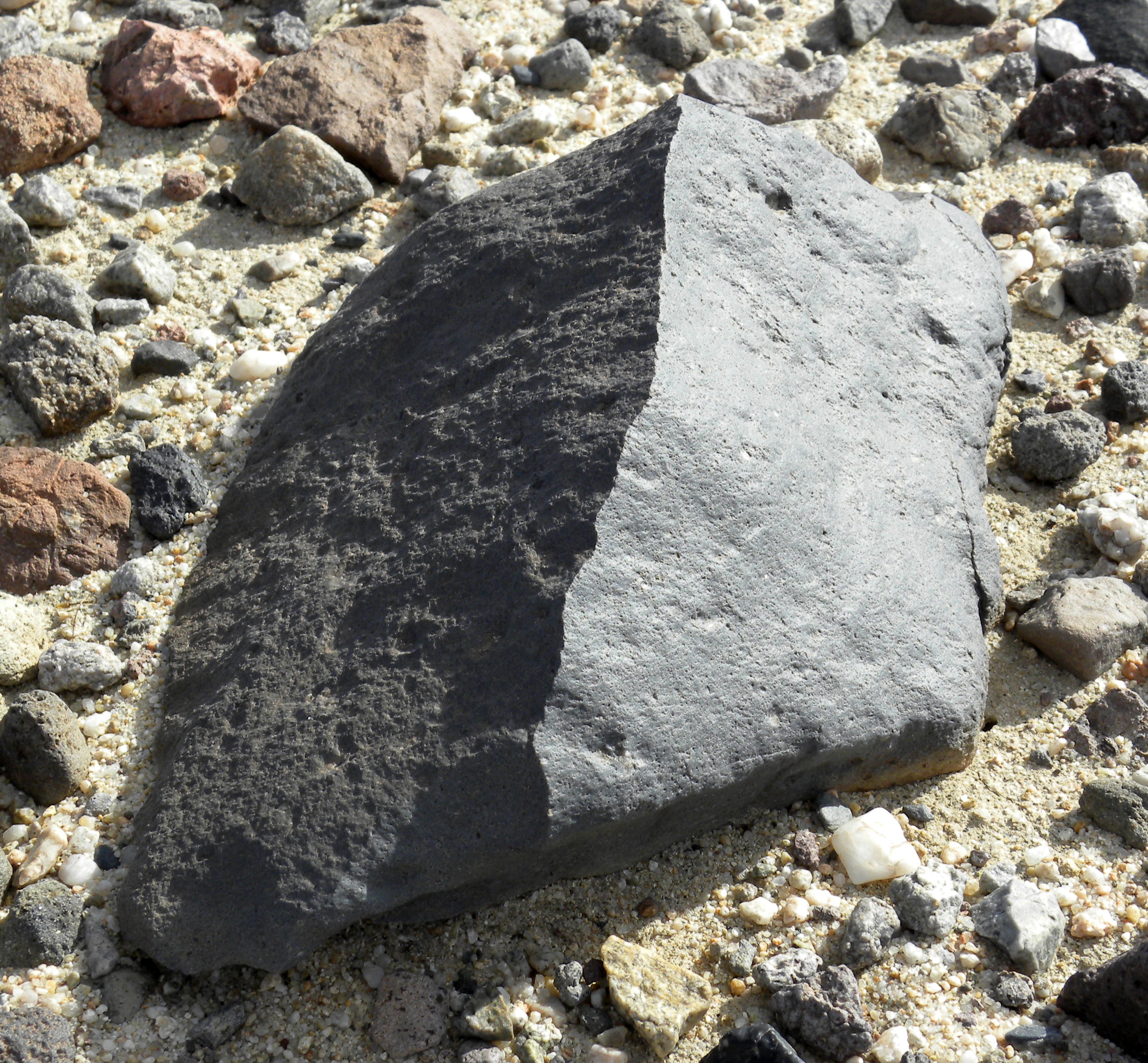
鋭い稜線が現れた風食礫（アメリカ・モハーヴェ砂漠）

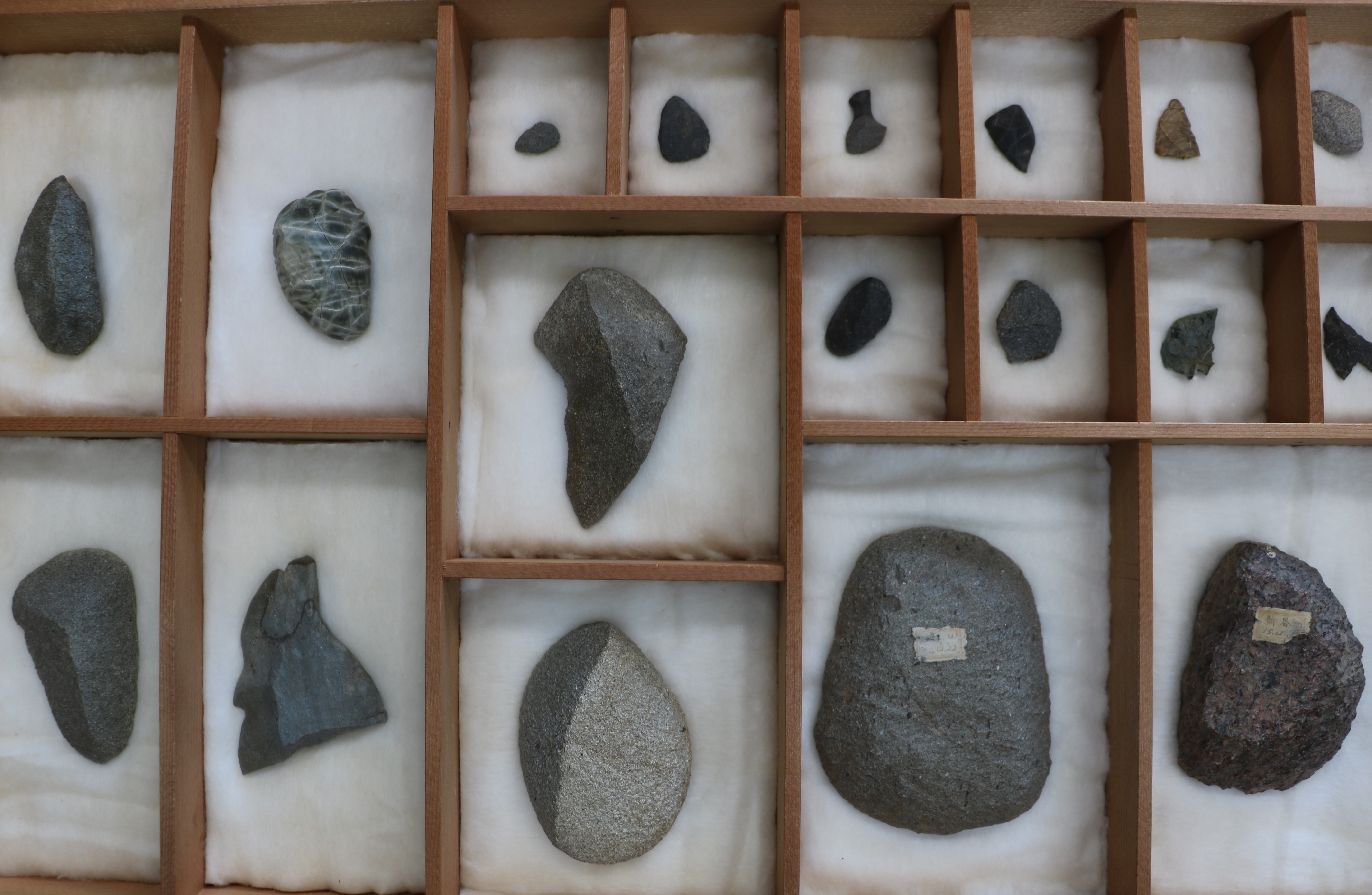
静岡県御前崎市白羽の風蝕礫の標本（牧之原市史料館所蔵）

風食礫（ふうしょくれき、英語: ventifact, faceted pebble, ドイツ語: windkanter）は、風稜石（ふうりょうせき）ともいい、風に運ばれた砂に磨かれ削られて滑らかな面をもつようになった礫や巨礫（岩）のこと。

## 成因
風に吹かれた砂は跳躍し、岩石の露出部分に衝突して磨く風磨（ウインドアブレージョン）の働きをする。これはサンドブラスト加工にも似る。風磨は風食の1種でもある。一定方向の風が続くような場所で、岩石は風上側で風磨を強く受けて平滑面を生じ風食礫となる。また、表面に風磨による溝や窪み、孔をもつものも風食礫という。摩耗による光沢が現れるものもある。
季節による卓越風の変化や気候の変化によって風向きが変わったり、礫の下の土砂が飛ばされるなどして礫の向きが変わったりすると、新たな平滑面が生じ、平滑面を複数もつことになる。そして、平滑面が複数あるとき、隣り合う平滑面の間に鋭い稜線が発達する。一方、向きが変わって平滑面が不明瞭になる場合もある。
一稜石の平滑面が明瞭なものが見つかる場合、その状態から風磨の働きが強い卓越風向を知ることができる。
風食礫は砂漠などの乾燥地域に多く見られるが、海岸の砂浜、周氷河地域でも見られ、その他の海岸や山岳地帯でも見つかっている。雪の粒子も風磨の作用をもつ。
周氷河地域では氷河の作用で生じたモレーンの岩石に風食礫がみられることがあり、例えば南極マクマードドライバレーのモレーンでは礫の多くに、更に巨礫のいくつかにも風食礫が見つかっている。
礫の化学的風化が速いと風磨を目立たなくしてしまうため、湿度が低くて露も少なく降水量が少ない乾燥した気候は、化学的風化が遅く好条件となる。このほか、礫の周りの微地形や植生、礫の空間的な分布、更に、より大きなスケールの斜面形状、堆積物の量、風の季節変化などが、風磨の強弱、残りやすさに影響すると考えられる。
砂粒が平滑面を造るために必要な期間は、10年から数百年、あるいは数千年といわれている。
なお、風磨を受けない部分は砂漠うるしなどと呼ばれる酸化鉄の皮膜に覆われる。

## 様々な名称
稜の数によって以下のような名称がある。
- 一稜石 - 稜が1つのもの。平滑面も1つで、その一端に稜線ができ、反対側に研磨を受けていない部分が残っている[1][11][7]。単稜石と呼ぶ場合もある[3]。独: einkanter[11]。

- 二稜石 - 稜が2つのもの。平滑面も2つある[1][12]。独: zweikanter[12]。

- 三稜石 - 稜が3つのもの。平滑面も3つあり、形は三角錐状[2][1][13]。独: dreikanter（ドライカンター）[13]。
  - 厳密には上の定義によるが、風食礫・風稜石を指してその代表例である「三稜石」の語を使う場合もある[4][14]。

- 四稜石 - 稜が4つのものをこう呼ぶこともある。形は四角錐状（ピラミッド状）[2]。

ドイツ語名称の"kante"は隅や稜を意味し、頭の部分は数量でeinは1。
風食礫の西洋諸語における学術語ventifact（ベンチファクト、ベンティファクト）は、それまでドイツ語でdreikanter、zweikanterなど個別に呼ばれていたものを包括する語としてEvansが1911年に提唱した。ラテン語で「風の」を意味する"ventus"、「作る」を意味する"facto"からきている。ほかにglyptolith（グリプトリス）の別名もある。こちらは「切られた、彫刻された」を意味するギリシャ語"gluptos"に由来する。

## 例
アメリカでは、例えばモハーヴェ砂漠で多くの風食礫が発見されている。
日本の場合、湿潤な気候のため風食礫は珍しいとされる。数少ない分布地として静岡県御前崎市の産地が知られる。海岸段丘の礫が海岸砂丘から飛ばされた砂に磨かれてできたと考えられ、「白羽の風蝕礫産地」として国の天然記念物に指定されている。
他には、鳥取砂丘のほか沿岸の砂丘にも見つかるとされ、また伊豆大島三原山の火口原、神津島天上山の火口原、三宅島のメガネ岩付近、硫黄島千鳥ヶ原、静岡県浜松市の中田島砂丘、愛知県の伊良湖岬、北海道稚内市ルエランの海岸などで小規模だが発見の報告がある。
火星の地面では、様々な風食地形がみられ、地球と比べても豊富に風食礫が存在する。

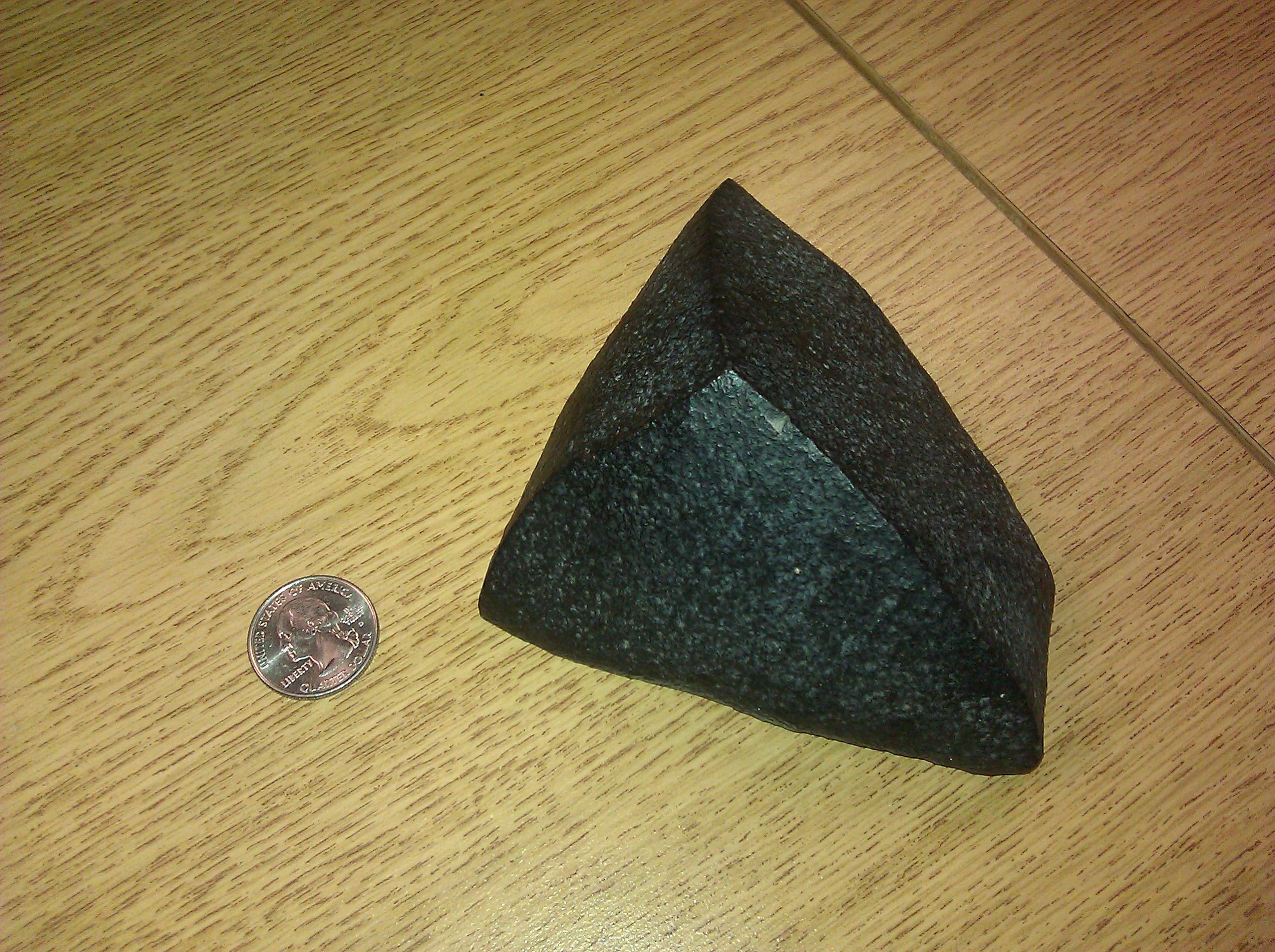
真っすぐな稜線をもつ三稜石（アメリカ）
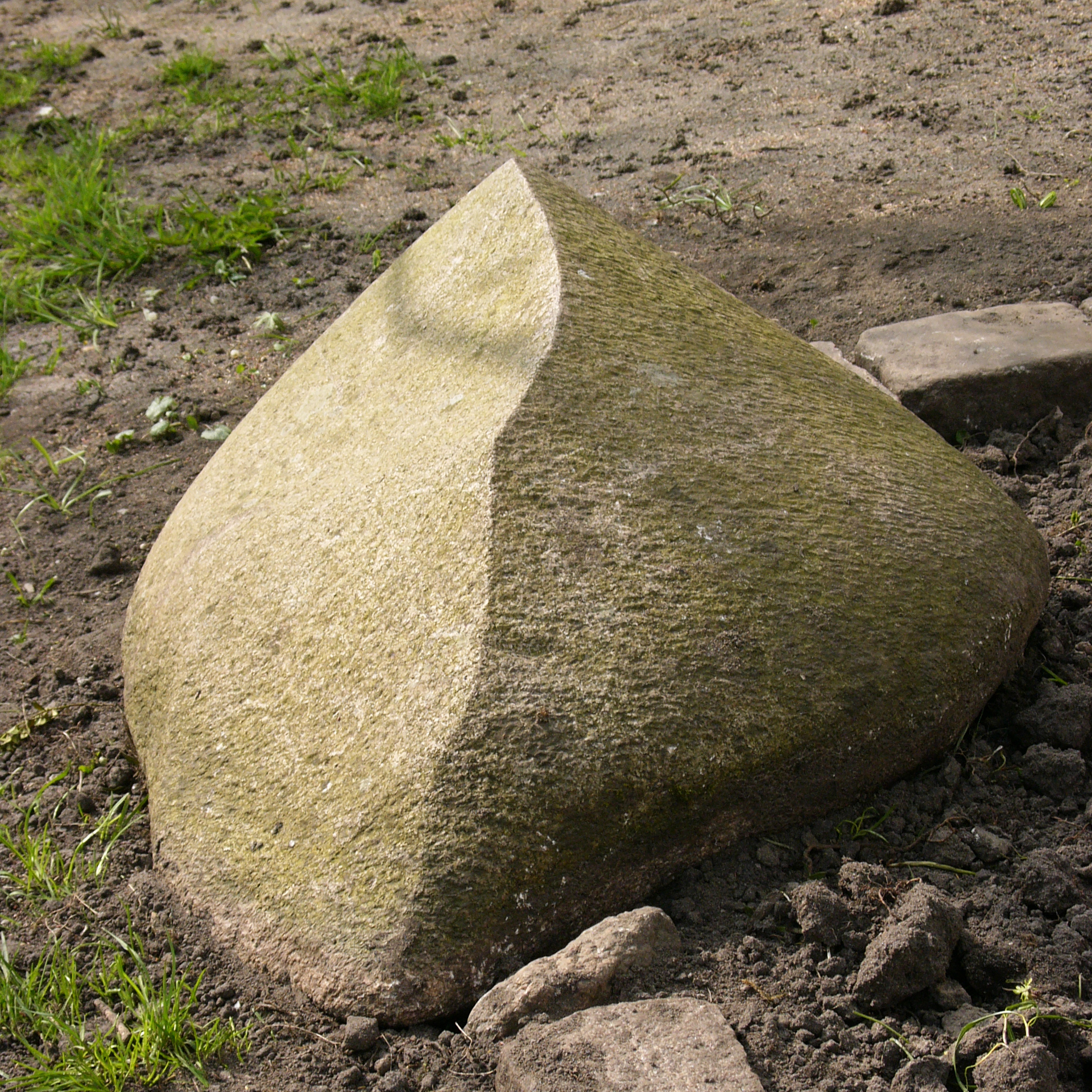
先の尖った大きな三稜石（デンマーク）
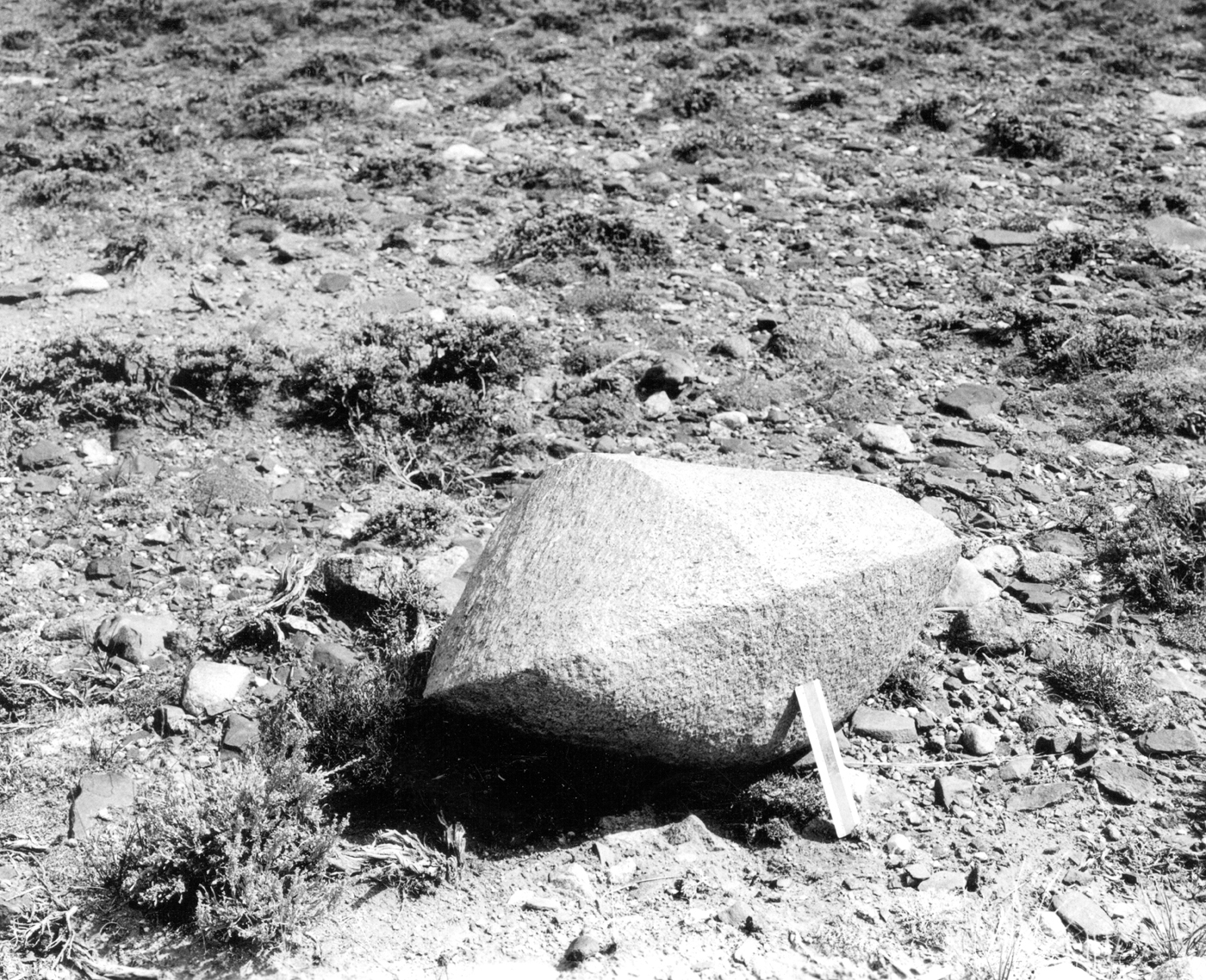
花崗岩の風食礫（アメリカ）
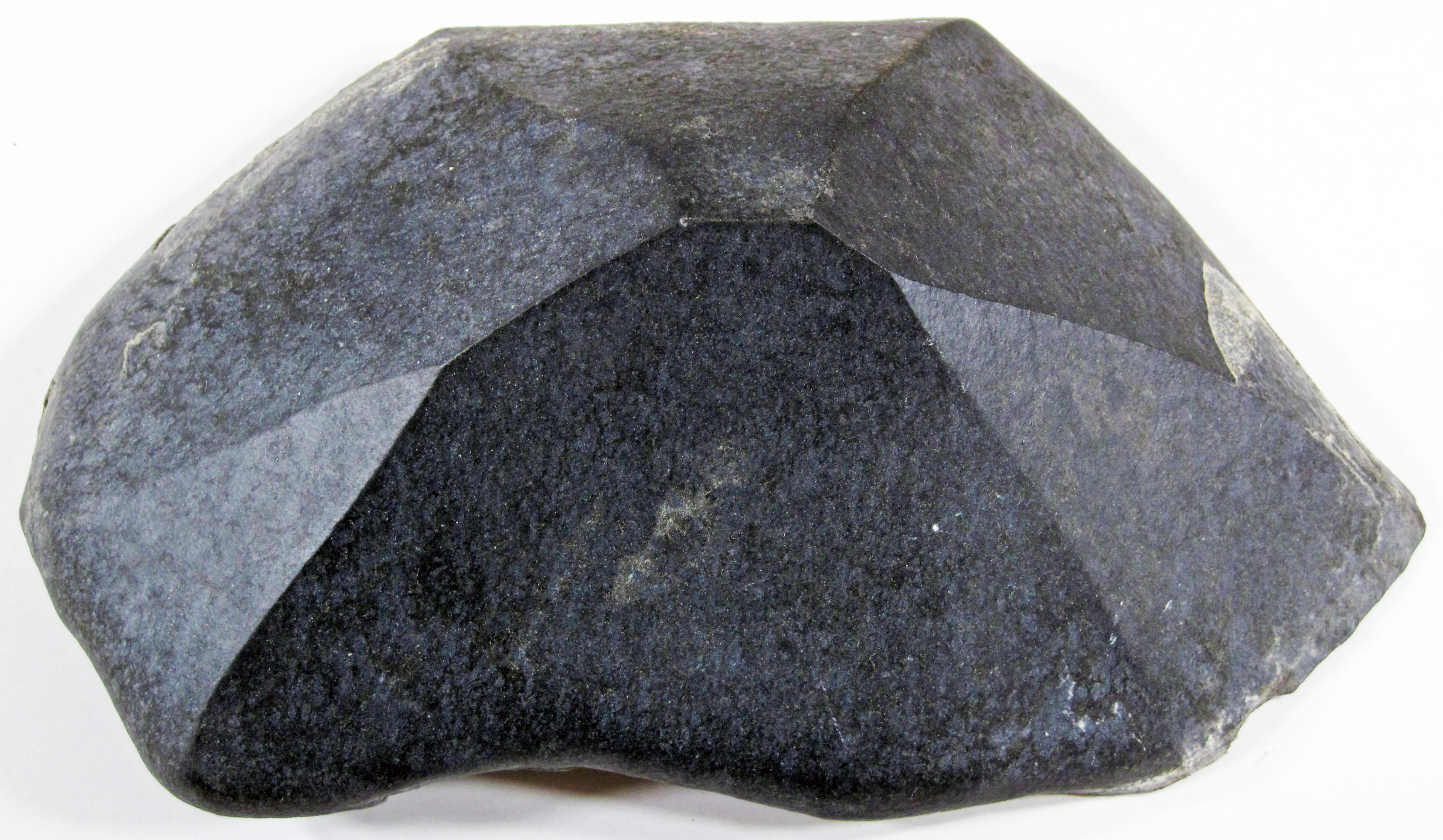
多くの平滑面をもつ風食礫（南極）